# واسیل قورقانیان
واسیل قورقانیان (ارمنی: Վասիլ Դավթի Ղորղանյան؛ زاده ۲۲ ژانویهٔ ۱۸۶۵ - درگذشته ۲۴ مهٔ ۱۹۳۴) موسیقی‌شناس و نوازنده اهل ارمنستان بود.

## زندگی‌نامه
وی در ۲۴ مهٔ ۱۹۳۴  در تفلیس در به دنیا آمد . وی همچنین برنده جوایزی همچون چهره هنری شایسته ارمنستان شوروی شد. وی در ۲۲ ژانویهٔ ۱۸۶۵ در ۶۹ سن سالگی در ایروان درگذشت و در پانتئون کومیتاس به خاک سپرده شد.

## نگارخانه

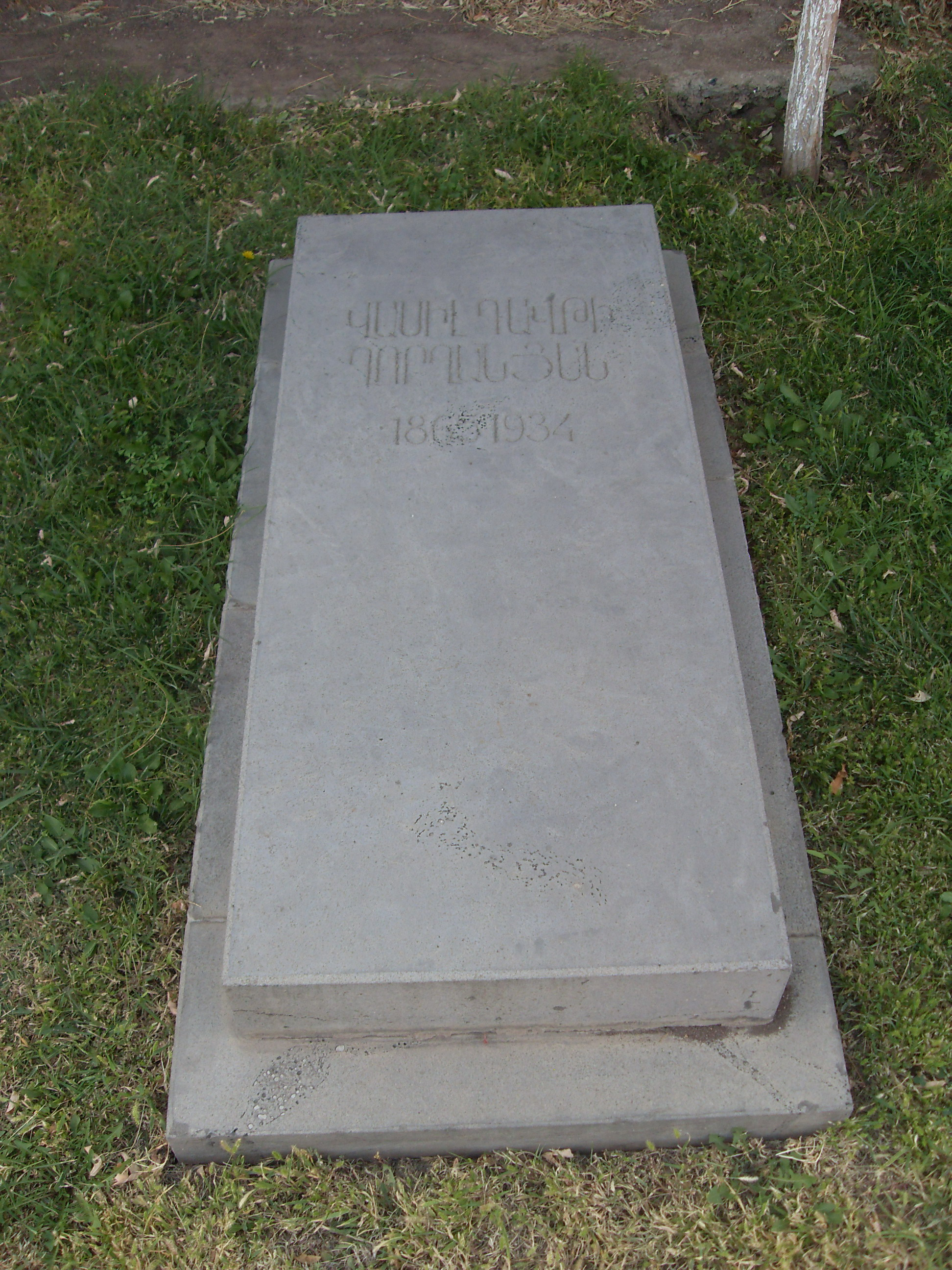